# Больница университета Умео

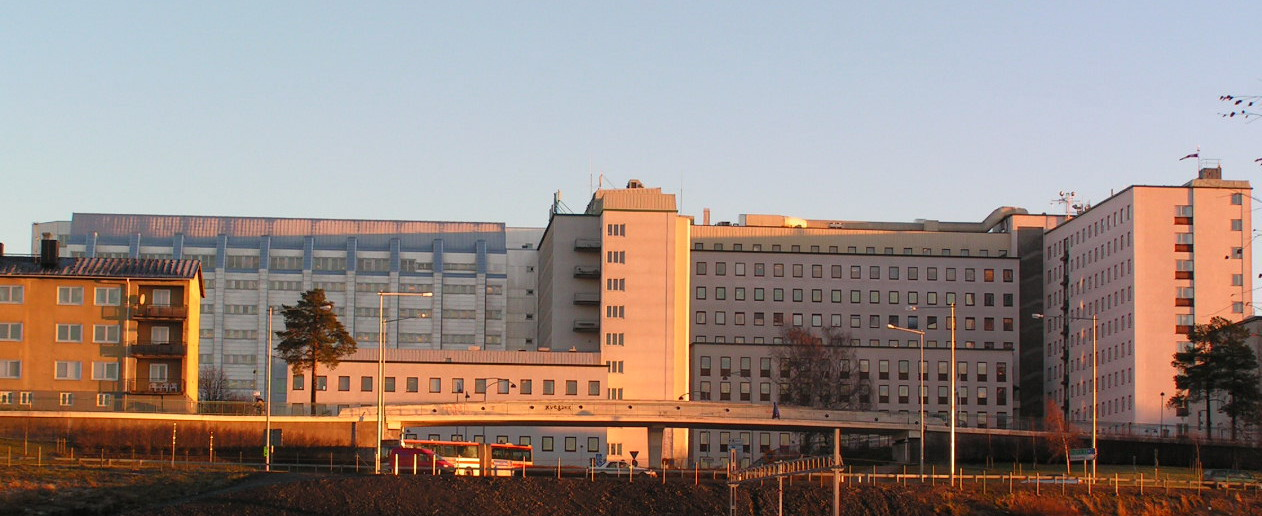
Больница в 2006 году.

Университетская больница Умео — главная больница на севере Швеции, расположенная в Умео. В больнице работает 5600 человек.

## Общая информация
Больница является крупнейшим учреждением здравоохранения в северной Швеции и одним из крупнейших в стране. Тремя основными направлениями её деятельности являются предоставление квалифицированного медицинского обслуживания, научные исследования и преподавательская деятельность. Больница тесно сотрудничает с университетом Умео и является центром медицинских научных исследований в северной Швеции. Подготовка врачей является центральным направлением деятельности, призванным удовлетворить потребность во врачах в регионе. Больница является ответственным органом медицинского факультета университета, который имеет 13 департаментов и 11 академических программ. На факультете обучается около 2860 студентов и 450 аспирантов и около 1020 сотрудников, в том числе около 500 преподавателей и научных сотрудников.
На крыше больницы имеется вертолётная площадка, способная принимать со всего региона пациентов на вертолётах с серьёзными травмами или болезнями для быстрого лечения и интенсивной терапии. Округа санитарной авиации дислоцируются в Ликселе.
Больница является центральной для всего региона Норр. Она включает в себя лены Западный Норрланд, Ямтланд, Вестерботтен и Норрботтен. Общая численность населения этих ленов составляет около 900 000 человек (на 2010 год), площадь — более половины территории всей страны.
22 января 2014 года больница была признана лучшей учебной больницей в Швеции по итогам 2013 года.

## История
Больница была основана как лазарет в 1784 году и вскоре стала известна как жёлтый дом (Gula huset) на улице Сторгатан, дом 28, в Умео. Там было восемь коек: четыре палаты с двумя койками в каждой, а также две клетки для временного содержания буйных психически больных. Здание до сих пор существует, но более не используется как больница.
По мере расширения Умео на Олидбакен, в центре Умео, была построена новая больница. Она была открыта в 1907 году (праздновала своё столетие в 2007 году) и была рассчитана на 134 койки, 20 из которых предназначалось для людей с психическими заболеваниями.
В 1918 году больница была существенно расширена. В 1926 году было закончено строительство глазной клиники, в 1937 году было открыто новое отделение педиатрии, впоследствии появилось отделение отоларингологии; в 1955 году добавились гинекологическое и акушерское отделения, а в 1957 году — клиника пластической хирургии. С расширением числа подразделений в больнице росло и число доступных в ней коек для пациентов.
Ныне все изначальные здания на Олидбакен снесены и заменены существующей сейчас больницей.
В 2011 году Советом провинции (лена) Вестерботтен был введён запрет фотографирования в учреждениях здравоохранения, ссылаясь на необходимость защиты частной жизни пациентов и персонала. Запрет, однако, не распространяется на больницу, но включает все помещения Совета провинции. Введение запрета было встречено протестами, в том числе от Шведского телевидения, TV4 и Vasterbottens-Kuriren.